# Kathena Nui
Die Kathena Nui ist das bekannteste Schiff des deutschen Weltumseglers Wilfried Erdmann. Alle Erdmann-Boote hießen Kathena. Nui kommt aus dem Polynesischen und bedeutet: groß, stark, unerschrocken. Mit der 10,6 Meter langen Aluminium-Slup segelte Erdmann zweimal nonstop und einhand in östlicher und westlicher Richtung um die Welt.

## Geschichte
Die Kathena Nui war Erdmanns fünftes Segelschiff, allerdings das erste, das er selbst nach seinen Vorstellungen und Anforderungen bauen ließ. Die gebrauchten Schiffe, mit denen er zuvor bereits mehrjährige Reisen um die Welt gemacht hatte, hielt er für ungeeignet für sein Vorhaben: Er wollte 1984 von Kiel aus allein und nonstop die Welt umsegeln. Da eine solche Umrundung zwangsweise um die beiden großen und bei allen Seefahrern gefürchteten Kaps (Kap der Guten Hoffnung und Kap Hoorn) herumführt und danach weite Strecken im stürmischen Südpolarmeer zu bewältigen sind, benötigte er ein Schiff, das diesen Anforderungen gewachsen ist.
Zunächst sollte das Schiff eine 12 Meter lange kuttergetakelte Slup mit einem Aluminiumrumpf werden. Segelschiffe gelten im Allgemeinen als umso sicherer und stabiler gegen Kenterung, je größer sie sind. Ein allzu großes Schiff ist aber wegen des Kraftaufwandes beim Bedienen der Leinen nicht mehr alleine zu segeln (die heute erhältlichen elektrischen Winschen und Trimmoptionen gab es damals noch nicht). Hauptsächlich aus finanziellen Gründen war der endgültige Entwurf dann nur noch 10,60 Meter lang. Erdmann ließ nur den Rumpf bei Dübbel & Jesse in Norderney bauen, den kompletten Innenausbau mit Kartentisch, Pantry und Möbeln baute er selbst ein. Das Schiff war in nur sieben Wochen von ihm unter Mithilfe seiner Frau und von Freunden für die 300-tägige Reise um die Welt fertiggebaut, getestet und ausgerüstet worden.
Erdmanns erste Nonstop-Weltumsegelung 1984/85 in östlicher Richtung um die beiden Kaps dauerte 271 Tage von Kiel bis wieder zurück nach Kiel.
Im Jahr 2000 fasste er dann den Entschluss, mit Kathena Nui noch einmal einhand und allein die Welt zu umsegeln – diesmal allerdings in die entgegengesetzte Richtung, also gegen die auf der Südhalbkugel üblichen Westwinde. Für diese Reise in westlicher Richtung benötigte er 343 Tage. Danach stand das Schiff 14 Jahre lang mit einer Plane zugedeckt hinter Erdmanns Haus.
2015 entschied sich Erdmann mit seiner Familie erneut eine Reise durchzuführen, diesmal nach Schottland, und zwar mit seinem bekanntesten Schiff, der Kathena Nui. Das Schiff war noch in einwandfreiem Zustand, erhielt als größte Änderung für die jüngste Reise jetzt aber eine 14-PS-Einbaumaschine.

## Konstruktion
Wilfried Erdmann suchte über ein Jahr lang die passende Werft für seine Wunschyacht, mit der er einhand und nonstop um die Welt segeln wollte und die nach seinen Vorstellungen ein Mittelkieler mit Skegruder und kleiner Verdrängung sein sollte. Die Inneneinrichtung sollte spartanisch mit zwei ordentlich breiten Kojen sein, über einen soliden Kartentisch mit einem bequemen Sitz und einer Pantry mit Petroleumkocher verfügen. Die wesentlichen Kosten wolle er in die fünf Rs investieren: Rumpf, Ruderanlage, Rigg, Reling und Rettungsinsel. Die Rettungsinsel ließ er bei seiner zweiten Weltumrundung aus Gewichtsgründen an Land.
Erdmann besuchte diverse Werften und konsultierte Spezialisten. Überraschend kam er dann zur Werft Dübbel & Jesse auf Norderney, die sich damals einen Namen für hochpreisige Luxusyachten gemacht hatten. Werftchef Uwe Dübbel konstruierte in seiner Freizeit Yachten und hatte einen Entwurf in der Schublade, den die Werft schon sechsmal als Nordsee 34 gebaut hatte. Der Entwurf hatte aus Erdmanns Sicht den Vorteil, kein Prototyp zu sein und war somit erprobt.
Die schönen Linien des Rumpfes gefallen Erdmann, doch er möchte den Decksaufbau, den Bug und den Heckspiegel modifizieren. Er wählt ein toppgetakeltes Rigg mit Kutterstag. Die Rumpfform der Nordsee 34 wird verändert, der Kiel verlängert, der Bug tiefer gezogen und der Heckspiegel begradigt. Der Decksaufbau reicht nur bis zum Mast. Damit gewinnt Erdmann ein großes ebenes Vordeck als Arbeitsdeck für Segelwechsel ohne Stolperfallen. Innen werden fünf Aluminiumschotten eingebaut, zwei davon wasserdicht verschweißt. Er verzichtet auf einen Durchgang von der Kajüte zum Vorschiff, das nur von oben durch eine wasserdichte Aluminiumluke im Vordeck zu erreichen ist. Hier lagert die umfangreiche Segellast und eine Ersatz-Selbststeueranlage. Die Lukendeckel zur Segellast und achtern sehen aus wie auf einem Handelsschiff, sind doppelt verschraubbar und komplett wasserdicht. So sind Bug und Heck wasserdicht gegen den Innenraum abgeschottet. Kathena Nui bekommt eine Eisverstärkung am Bug. 50 Millimeter breite Profilspanten auf sechs Millimeter starken Bodenwrangen werden verbaut. Darüber sechs Millimeter starkes Blech im Unterwasserschiff. Die Außenhaut wird als nackter Rumpf ohne Farbanstrich aus Kaiser Aluminum, der sich selbst schützt, ausgeführt. Das Unterwasserschiff erhält natürlich einen Antifouling-Anstrich gegen Bewuchs.

### Kajüte
Die Kajüte entwirft Erdmann wie alles an dem Schiff sehr zweckorientiert. Die Wände und die Staufächer sind weiß gestrichen. Der Eigner legt Wert auf Helligkeit, eine dunkle Kajüte mit Mahagoni-Verkleidung birgt die Gefahr von Depressionen. Die Farbe Weiß dagegen hellt die Seele auf, Licht bedeutet Leben. Unter Deck gibt es zwei Hundekojen, die auch als Stauraum nutzbar sind, eine einfache Pantry in L-Form an Backbord mit einem einfachen Optimus-Petroleumkocher, einen besonders großen Kartentisch von 110 × 72 cm an Steuerbord, damit die Admirality Charts zur Navigation rund um die Welt ungeknickt genutzt werden können. Der Kartentisch war für Erdmann auf den Reisen der Mittelpunkt der Kajüte, zum Navigieren, Lesen, Schreiben, Zeichnen und Werken. Da man auf langen Seestrecken insbesondere im rauen und kalten Südpolarmeer die meiste Zeit unter Deck verbringt legte er Wert auf zwei genügend breite Seekojen mit grauen Polstern, die die Kajüte dominieren. Hier und auf dem mit einem grauen Teppich bezogenen Boden kann er Ruhe und Erholung von den bockenden Bewegungen des Bootes finden. Erdmann verzichtet auch auf einen Salontisch. Da er den Innenausbau selber anfertigt, hantiert er wochenlang mit Skizzen, um die richtigen Abmessungen zu finden, die genau seinen Bedürfnissen entsprechen. Leider verrechnet er sich um einige Zentimeter bei der geplanten Stehhöhe in der Kajüte, da er einen Flansch zur Befestigung des Wassertanks unter der Kajüte nicht bedenkt. Auf eine Toilette verzichtet Erdmann, eine Pütz erfüllt seiner Meinung nach denselben Zweck.
Als einzige Lüftung montiert Erdmann auf dem Deckshaus eine kleine Windhutze ohne Dorade-Lüfter, sodass diese bei rauer See ständig verschlossen gehalten werden muss. Das bedeutet dann allerdings sehr schlechte Luft in der Kajüte auf langen Seestrecken im Südpolarmeer.
Kathena Nui hat als Elektrik nur eine kleine 12-Volt-Batterie für eine Lampe und zwei Steckdosen am Kartentisch. Die Navigation erfolgt mit Sextant und der Sonne und einer mechanischen Logge, die die Position zwischen den Sextant-Messungen durch Koppelnavigation ermittelt. Heute übliche elektronische Hilfsmittel sind nicht an Bord.
Zum Lesen, Wärmen und für die Positionslaternen nutzt Erdmann Petroleumlampen. In der Kajüte hat er zwei kleine und einfache Dietz-Petroleumlampen neben dem Kartentisch und der Kombüse verknotet. Er hatte einen Vorrat von 60 Litern Petroleum, mit dem auch gekocht wird, in Kanistern an Bord.

### Rigg
Wilfried Erdmann entscheidet sich bei der Ausrüstung der Yacht immer für die einfache und qualitativ beste Option. Der Schiffsmast hat eine Länge von 12,75 m über Deck mit einem 140 × 200 mm Profil. Die Wanten und Stagen sind 8 und 10 mm stark und die massiven Püttinge geben Sicherheit. So wählt er ein toppgetakeltes Rigg mit Kutterstag, Backstagen (6 mm) und doppeltem Achterstag (8 mm). Die Fallen laufen außen am Schiffsmast und werden dort auch gesetzt und belegt. Umlenkungen würden Reibung verursachen und das Tauwerk unnötig belasten.

### Segel
Beim Segeltuch entscheidet er sich für schwereres als bei vergleichbaren 34-Fuß-Yachten. Er verzichtet für die Vorsegel auf eine Rollreffanlage und fährt die Segel an Stagreitern. Die Segellast umfasst elf Vorsegel.
- Großsegel mit 21,6 m², 320 g, 3 Reffreihen
- Trysegel mit 7 m², 350 g
- Genua mit 40 m², 170 g, grün/weiß
- Klüver mit 21 m², 320 g, 1 Reff
- Klüver II mit 16 m², 350 g, 1 Reff
- Sturmfock mit 8,5 m², 350 g, 1 Reff
- Orkanfock mit 3 m², 350 g
- Ministurmfock mit 1,7 m², 350 g, selbst genäht

### Selbststeueranlage
Bei der Selbststeueranlage setzt er auf die bewährte massive Aries-Selbststeueranlage, mit der er auf seiner alten Kathena Faa in der Südsee gute Erfahrungen gemacht hat. Sie wird auf zwei an den Heckspiegel geschweißte Rohre gesteckt. Die Steuerleinen laufen über je zwei Blöcke direkt auf die schwere Holzpinne.

### Plicht
Die Plicht (Cockpit) ist so konzipiert, dass Wilfried Erdmann ausgestreckt auf den Seitenbänken liegen konnte. Die Cockpitwanne ist durch das breite Brückendeck klein genug, damit bei einer überkommenden Welle wenig Wasser aufgenommen wird. Sollte das trotzdem passieren, kann das übergekommene Wasser aus der Plicht schnell abfließen, da unterarmdicke Lenzrohre verbaut wurden.
Erdmann hat auch auf einen Traveller verzichtet und stattdessen einen stabilen Augbolzen montiert und darüber die Großschot angeschlagen. Einfachheit steht im Vordergrund, um Schäden zu vermeiden. Erdmanns Motto: Was nicht da ist, kann nicht kaputt gehen.
Das Steckschott ist 18 Millimeter dick und besteht aus zwei Teilen. Erdmann verzichtet auf ein Schiebeluk zur Kajüte und entscheidet sich stattdessen für eine Aluminium-Klappluke mit dicken Dichtungen. Die Luke kann er mit einer Großschot-Talje unter Deck sicher verzurren. Damit ist das Boot auch beim möglichen Kentern komplett dicht wie eine Tupperdose. Der schmale Einstieg vom Brückendeck in den Niedergang wird ergänzt durch zwei großzügig dimensionierte metallene Haltebügel.

### Fazit des Eigners
Wilfried Erdmann hat seine Kathena Nui immer als seine Traumyacht bezeichnet. Er könnte sich aber doch einige Optimierungen nach der zweiten Weltumseglung vorstellen:
- einen Mastkorb zum Abstützen, damit die Arbeit am Mast ungefährlicher wird
- mehr Wölbung im Deck, um die Kajüte bewohnbarer zu machen
- Niedergangs- und Vorschiffsluke etwas größer
- einige Zentimeter mehr Stehhöhe in der Kajüte
- ein Teak-Stabdeck, um mehr Sicherheit bei Nässe zu haben.
- zwei selbstholende Winschen im Cockpit, selbstholende Fallwinsch am Mast für das Großfall
- Kutterstag mit Rollreffanlage
- Maststufen bis zur Saling
- Windmessanlage für optimalere Kurse
- ein Blister oder ähnliches Vorsegel
- Griffleisten rechts und links vom Kochherd

### Motor
Die Kathena Nui besaß während beider Weltumrundungen keine Maschine, eine solche wurde erst 2015 für die Reise mit der Familie eingebaut. 

## Zitat
„Sie ist das einzige Boot, das nonstop die Erde in beide Richtungen umsegelt hat. Mit derselben Takelage, Selbststeuerung und Segeln.“

## Nachbau
Gemäß den Plänen von Wilfrid Erdmann wurde die Yacht vom Typ Nordsee 34 bei der Yachtwerft Benjamins GmbH in Emden für zwei Kunden nach individuellen Eignerwünschen in Aluminium nachgebaut.